# ダーレー・ジャパン
ダーレー・ジャパン株式会社（Darley Japan K.K.）はアラブ首長国連邦ドバイの首長ムハンマド・ビン＝ラーシド・アール＝マクトゥーム（シェイク・モハメド）が代表を務める「ダーレーグループ」の事実上の日本における現地法人の一つである。

## ダーレー・ジャパン株式会社
代表者はハリー・スウィーニィ。所在地は北海道沙流郡日高町（設立当初は北海道勇払郡厚真町）。世界で最も新しいダーレーグループの組織である。2013年に北海道に汐見ファームと呼ばれる新しい牧場を、2015年にはダーレー・茨城トレーニングセンターを開設、2016年に北海道にも新たな調教施設であるキャッスルパークをオープンさせた。

### ダーレー・ジャパン スタリオンコンプレックス
種牡馬の繋養施設。所在地は北海道沙流郡日高町富浜。旧北海牧場分場を買収したもの。種付け料はすべての種牡馬で出生条件。

#### 2025年の繋養馬
金額は種付料。（*）のついた馬は輸入馬。
- 500万円 - レモンポップ（2025年 - ）
- 400万円 - * パイロ（2010年 - ）
- 350万円 - * パレスマリス（2024年 - ）
- 200万円 - タワーオブロンドン（2021年 - ）
- 180万円 - * アダイヤー（2024年 - ）
- 150万円 - ファインニードル（2019年 - ）
- 150万円 - * サンダースノー（2020年 - ）
- 150万円 - * ヨシダ（2024年 - ）
- 120万円 - * アメリカンペイトリオット（2018年 - ）
- 120万円 - * フクム（2024年 - ）
- 120万円 - * ウィルテイクチャージ（2023年 - ）
- 100万円 - * タリスマニック（2019年 - ）

#### 過去の繋養馬
（*）のついた馬は輸入馬。
- * ディクタット（2008年 - 2009年）／スペインへ輸出
- * ファンタスティックライト（2007年 - 2011年）／イギリスへ輸出
- * コマンズ（英語版）（2010年 - 2011年）／オーストラリアへ輸出
- * ルールオブロー（英語版）（2007年 - 2011年）
- * アルカセット（2006年 - 2011年）／イギリスへ輸出
- * ザール（2008年 - 2012年）／アイルランドへ輸出
- * ストリートセンス（2013年）／アメリカ合衆国へ輸出
- * ハードスパン（2014年）／アメリカ合衆国へ輸出
- ディープスカイ（2010年 - 2014年）
- * ストーミングホーム（2008年 - 2014年）
- * キングズベスト（2013年 - 2018年）／供用中に死亡
- * モンテロッソ（2014年 - 2021年）
- * ディスクリートキャット（2017年 - 2023年）／供用中に死亡
- フリオーソ（2013年 - 2024年）
- * ホークビル（2020年 - 2024年）
- アドマイヤムーン（2008年 - 2024年）

## ダーレー・ジャパン・ファーム有限会社
現在の代表者はハリー・スウィーニィ（パカパカファーム代表を兼任）。
所在地は北海道沙流郡日高町富川。設立は2004年9月17日。

### 生産者としてのダーレー・ジャパン・ファーム
創業以前はダーレー・ジャパンによって日高地方の各牧場に所有する繁殖牝馬を預託する形で生産を行っていた。
やがて、ダーレージャパン独自の牧場を設立するため、主に日高町（旧門別町）を中心とした複数の牧場を次々と買収しその規模を拡大していった。
そのほとんどが廃業を予定していた牧場や規模縮小を予定していた牧場であり、買収の対象は土地・建物に限っていた。
買収されたそれぞれの牧場は「ヤード」と呼ばれ、また、場内の建物の色は創業者の意向ですべて「黒」で統一されていた。
また、2008年11月にはむかわ町の西山牧場本場を買収した。
| 場名                     | 所在地                   | 旧施設名         | 備考 |
| ------------------------ | ------------------------ | ---------------- | ---- |
| 富川ヤード               | 北海道沙流郡日高町富川   | シンコーファーム | 本場 |
| 富川ヤード・アネックス   | 北海道沙流郡日高町富川   | シンコーファーム |      |
| ビーチヤード             | 北海道沙流郡日高町富浜   | 北海牧場本場     |      |
| 門別ヤード               | 北海道沙流郡日高町福満   | 大平ファーム     |      |
| 汐見ファーム             | 北海道勇払郡むかわ町汐見 | 西山牧場         |      |
| 茨城トレーニングセンター | 茨城県行方市             |                  |      |
| キャッスルパーク         | 北海道沙流郡日高町       | Shall Farm       |      |

主な生産馬
- ダノンシャンティ（2010年NHKマイルカップ、毎日杯[3]）
- ミッドサマーフェア（2012年フローラステークス）
- ミッドコサージュ（2012年福山3歳牝馬特別）
- サマリーズ（2012年全日本2歳優駿、2014年クラスターカップ[4]）
- フリートストリート（2013年エルムステークス）
- アルキメデス（2013年朝日チャレンジカップ）
- ディサイファ（2014年エプソムカップ、2015年中日新聞杯、札幌記念、2016年アメリカジョッキークラブカップ）[5]
- ティーハーフ（2015年函館スプリントステークス）
- ファインニードル（2017年セントウルステークス、2018年シルクロードステークス、高松宮記念、セントウルステークス、スプリンターズステークス）[6]
- タワーオブロンドン（2017年京王杯2歳ステークス、2018年アーリントンカップ、2019年京王杯スプリングカップ、セントウルステークス、スプリンターズステークス）[7]
- ファッショニスタ（2019年スパーキングレディーカップ、2020年スパーキングレディーカップ、JBCレディスクラシック）
- ウーマンズハート（2019年新潟2歳ステークス）
- ライトオンキュー（2019年京阪杯）
- サマーセント（2020年マーメイドステークス）
- ラヴアンドポップ（2020年東京ジャンプステークス、2021年東京ハイジャンプ）
- サヴィ（2020年サマーチャンピオン）
- テリトーリアル（2021年小倉大賞典）
- アフリカンゴールド（2022年京都記念）
- フィアスプライド（2023年ターコイズステークス）[8]
- アブキールベイ（2025年葵ステークス）

### 馬主としてのダーレー・ジャパン・ファーム
中央競馬においては2007年まで所有しており、勝負服の柄は海老，白十字襷を使用していた。また、地方競馬においては現在も所有を続けている。
主な所有馬
- フリオーソ（全日本2歳優駿、ジャパンダートダービー、平和賞、ナドアルシバ競馬場カップ、帝王賞、川崎記念、かしわ記念）
- アドマイヤムーン（近藤利一より移籍、2007年 ジャパンカップ）
- シーチャリオット（平和賞、羽田盃、東京ダービー、京浜盃）
- ダガーズアラベスク（東京2歳優駿牝馬、ローレル賞）
- ナイトスクール（しらさぎ賞、ニューイヤーカップ）
- コーラスマスター（ニューイヤーカップ）

日本中央競馬会（JRA）馬主申請問題
2005年3月
ダーレー・ジャパン・ファーム有限会社は日本中央競馬会（JRA）に対して馬主登録を申請したが、審査に付される前に自ら申請を取り下げた。日本国内の生産者や馬主団体からの反発・圧力もあったとされるほか、日本競走馬協会の会長である河野太郎から「くれぐれも慎重に判断していただきたい」などを内容とする要望書が高橋政行理事長宛に提出されていた。
2006年7月
日本中央競馬会（JRA）に対して再び馬主登録を申請したが2006年7月5日の馬主登録審査委員会において却下された。この申請却下についてはダーレー・ジャパン・ファーム有限会社が2006年9月4日までに行政不服審査法に基づく異議申立てを行った。却下された理由は馬主登録における法人の黒字の要件が満たされていなかったことや、財務内容、ダーレー・ジャパン・ファーム有限会社の資本構成も問題視されたと言われている。
2007年7月
日本中央競馬会（JRA）に対して通算3回目となる馬主登録を申請し、2007年7月3日の馬主登録審査委員会において認可され、7月18日に馬主登録された。また、7月27日にはアドマイヤムーンを購入することで合意に達したと発表した。
2007年11月
11月27日、日本中央競馬会（JRA）に対して馬主登録抹消を申請した。

## ダーレー・ジャパン・レーシング有限会社
前代表者は髙橋力。ダーレー・ジャパン株式会社の100%出資子会社。設立は2003年。
地方競馬の馬主であり、主に船橋競馬場や大井競馬場の厩舎に預託していたが、そのほとんどがダーレー･ジャパン･ファームに移籍しており、現在は競走馬を所有していないものと思われる。
2003年春に南関東公営競馬における馬主資格を取得し、同年、所有馬がデビューした。
2004年、シーチャリオットが平和賞に優勝し南関東重賞初勝利。翌2005年には同じくシーチャリオットが羽田盃、東京ダービーに優勝し、馬主資格取得から2年で早くも南関東G1競走に勝利した。
2006年、フリオーソが全日本2歳優駿に勝利しダートグレード競走GI初制覇を達成した。

## テレビ番組
- 日経スペシャル ガイアの夜明け 知られざる競走馬ビジネス～始まったディープインパクト争奪戦～（2006年10月10日、テレビ東京）[11] - アラブ石油王の日本での競走馬ビジネス進出の野望を取材。